# Moerasprobleem
Het moerasprobleem is een probleem dat gebruikt wordt in de epistemologie om te laten zien dat kennis geen toegevoegde waarde zou hebben ten opzichte van een juiste overtuiging. Het probleem gaat ervan uit dat kennis een gerechtvaardigd ware overtuiging is en dat het vereiste van het gerechtvaardigd zijn geen meerwaarde zou hebben ten opzichte van de juistheid van de overtuiging. 
De eerste bekende historische vermelding van het probleem is in Plato's Meno, waarin Meno en Socrates een discussie hebben over hoe ze hun gids naar Larissa moeten kiezen. Meno suggereert dat ze iemand nodig hebben die de weg kent, maar Socrates suggereert dat iemand met een juiste overtuiging over de te volgen route hen ook naar Larissa zal brengen. De kritiek van Plato op de stelling van Socrates is dat iemand die slechts een juiste overtuiging heeft, eerder zal twijfelen aan de route, bijvoorbeeld als deze eerst in een andere richting dan Larissa gaat. Iemand die de weg kent, zal niet in verwarring raken door een afwijking van zijn verwachtingen.